# Irena Sznebelin
Irena Sznebelin (także Schnebelin, zamężna Idziakowska, ur. 20 października 1861 w Opolu Lubelskim, zm. 20 października 1933 w Skolimowie) – aktorka teatralna i operetkowa.

## Kariera teatralna
Rozpoczęła karierę od ról dziecięcych w zespole Pawła Ratajewicza (1868–70). W 1879 r. brała udział w przedstawieniach amatorskich organizowanych przez  Warszawskie Towarzystwo Dobroczynności. Występowała następnie w zespołach teatrów prowincjonalnych: Franciszka Idziakowskiego (1883), Karola Hoffmana (1884), Juliana Grabińskiego (1885–1888), Jana Szymborskiego (1888), Lucjana Dobrzańskiego i Jana Reckiego (1888–1890), Aleksandra  Łaskiego (1890/1891), Czesława Teofila Janowskiego (1892–1893 oraz sez. 1898/1899), Bolesława Mareckiego (1893-1896), Ignacego Józefowicza (sez. 1894–1895), Felicjana Felińskiego (sez. 1896/1897 oraz lata 1899–1902), Henryka Morozowicza (sez. 1902/1903) i  Henryka Halickiego (1904), a także w warszawskich  teatrach ogródkowych: "Promenada" i "Belle Vue". Występowała w teatrze Marywil w Warszawie (1918) oraz Teatrze Polskim w Sosnowcu (sez. 1922/1923). W sez. 1928/1929 należała do zespołu Teatru Miejskiego w Grudziądzu. Była aktorką operetkową i wodewilową, ale grała również role dramatyczne. Pracowała także jako suflerka. Wystąpiła m.in. w rolach: Zuzanny (Świat nudów), Heleny (Pan Damazy), Zofii (Małżeństwo Apfel), Pawłowej (Marcowy kawaler), Drzymskiej (O własnej sile), Zosi (Łobzowianie), Dziewanny (Dzwony kornewilskie), Oliwetty (Wesele Oliwetty), Heleny (Piękna Helena) i Marii (Córka pułku). 

## Życie prywatne
Była córką pary aktorów teatralnych: Marianny i Franciszka Sznebelinów. W 1866 r. poślubiła aktora i przedsiębiorcę teatralnego, Franciszka Idziakowskiego. Ostatnie lata życia spędziła w Schronisku Artystów Weteranów Scen Polskich w Skolimowie.  